# Баймурзино (Белебеївський район)
Байму́рзино (рос. Баймурзино, башк. Баймырҙа) — присілок у складі Белебеївського району Башкортостану, Росія. Входить до складу Єрмолкинської сільської ради.
Населення — 409 осіб (2010; 399 в 2002).
Національний склад:
- татари — 46 %